# Nova Rosalândia
Nova Rosalândia es un municipio brasilero del estado del Tocantins. Se localiza a una latitud 10º34'00" sur y a una longitud 48º54'51" oeste, estando a una altitud de 255 metros. Su población estimada en 2009 era de 3.956 habitantes. Posee un área de 490,295 km².

## Historia
Como muchas ciudades tocantinenses, Nova Rosalândia surgió en como resultado de la construcción de la BR-153, siendo fundada en el año de 1972. En la época, los primeros habitantes de Rosalândia (era así que se llamaba antiguamente) se dirigiram para aquel lugar en función del proyecto del trazado de la carretera que por ahí pasaría, pero debido al traslado del proyecto, esas familias formadas en general por comerciantes, acompañaron el campamento de la empresa constructora de la obra.

## Geografía

### Demografía
Según datos del IBGE/2009, la población de Nova Rosalândia es de 3.956 habitantes. En el año de 2005, de acuerdo con la prefectura municipal, de los 917 domicilios, 49,4% tienen agua tratada y 97,3% poseen energía eléctrica. De acuerdo con datos de la Seplan/2002 la Renta per cápita del municipio era de R$ 1.896,00.